# کریستین زوک
کریستین زوک (انگلیسی: Christian Zock؛ زادهٔ ۶ مهٔ ۱۹۹۴) بازیکن فوتبال اهل کامرون است.
از باشگاه‌هایی که در آن بازی کرده است می‌توان به باشگاه فوتبال سیون اشاره کرد.
وی همچنین در تیم ملی فوتبال کامرون بازی کرده است.